# Cailee Spaeny
Cailee Spaeny (AFI: [ˈkeɪli ˈspeɪni]; nascida em Knoxville, Tennessee, Estados Unidos, em 24 de julho de 1998) é uma atriz norte-americana. Seu primeiro papel importante foi no filme de ação de ficção científica Pacific Rim: Uprising, que foi seguido por aparições em Bad Times at the El Royale, On the Basis of Sex e Vice no mesmo ano. Em 2023, protagonizou o filme Priscilla atuando como Priscilla Presley, e em 2024 foi protagonista nos filmes Civil War e Alien: Romulus. Seus papéis na televisão incluem aparições na minissérie Devs (2020) e Mare of Easttown (2021).

## Biografia
Spaeny nasceu em Springfield, Missouri. Enquanto crescia, passou muito tempo no grupo Springfield Little Theatre, com o qual participou de diversas peças. Na temporada entre 2014 a 2015, conseguiu o papel principal de Dorothy em O Mágico de Oz.

## Carreira
Seu papel de estreia no cinema foi como Erica no curta-metragem de 2016 Contando até 1000. Em 2018, ela fez vários papéis importantes no cinema, estrelando a aventura de monstros de ficção científica de Steven S. DeKnight Pacific Rim Uprising, ao lado de John Boyega e Scott Eastwood ; Thriller de Drew Goddard Bad Times at the El Royale; e os dramas biográficos Com base no sexo e Vice.
Em seguida, ela participou do elenco principal da minissérie FX Devs e estrelou o filme The Craft: Legacy, ambos em 2020.
Em 2021, ela apareceu na série limitada da HBO Mare of Easttown, um mistério de assassinato, estrelada por Kate Winslet. Em setembro de 2022, Spaeny foi escalada como Priscilla Beaulieu Presley no próximo filme de Sofia Coppola. filme Priscilla ao lado de Jacob Elordi como Elvis Presley. O filme Priscilla estreiou no 80º Festival de Veneza, onde Spaeny foi aclamada por sua interpretação como Priscilla Presley, pelo qual ganhou o prêmio Copa Volpi de Melhor Atriz.

## Filmografia

### Filmes
| Ano  | Título                     | Papel                | Notas          |
| ---- | -------------------------- | -------------------- | -------------- |
| 2016 | Counting to 1000           | Erica                | Curta metragem |
| 2018 | Pacific Rim: Uprising      | Amara Namani         |                |
| 2018 | Bad Times at the El Royale | Rose Summerspring    |                |
| 2018 | On the Basis of Sex        | Jane Ginsburg        |                |
| 2018 | Vice                       | Lynne Cheney (jovem) |                |
| 2020 | The Craft: Legacy          | Lily Schechner       |                |
| 2021 | How It Ends                | Little Liza          |                |
| 2022 | Unlimited World            | Lars                 | Curta metragem |
| 2023 | Priscilla                  | Priscilla Presley    |                |
| 2024 | Civil War                  | Jessie Cullen        |                |
| 2024 | Alien: Romulus             | Rain Carradine       | [ 17 ]         |
| 2025 | Wake Up Dead Man           |                      | Filmando       |

### Televisão
| Ano  | Título           | Papel                  | Notas            |
| ---- | ---------------- | ---------------------- | ---------------- |
| 2020 | Devs             | Lyndon                 | Minissérie       |
| 2021 | Mare of Easttown | Erin McMenamin         | Minissérie       |
| 2022 | The First Lady   | Anna Roosevelt Halsted | Papel recorrente |

### Videoclipes
| Ano  | Artista                  | Música               | Notas |
| ---- | ------------------------ | -------------------- | ----- |
| 2019 | The All-American Rejects | "Send Her to Heaven" |       |